# Малигін Олександр Володимирович
Олександр Володимирович Малигін (нар. 27 листопада 1979, Ворошиловград, УРСР) — український та російський футболіст, півзахисник.

## Життєпис

### Клубна кар'єра
Починав кар'єру в луганській «Зорі», за яку грав з 1996 по 1998 рік в першій лізі чемпіонату України.
У 1998 році перейшов у «Ростсельмаш». Спочатку виступав за «Ростсельмаш-2» у другому дивізіоні, потім став гравцем основної команди. 17 липня 1999 року дебютував у Кубку Інтертото в матчі проти хорватського «Вартекса», замінивши на 89-ій хвилині Богдана Єсипа і на 90-й хвилині відзначився переможним голом. У сезоні 1999/00 років був відданий в оренду в «Кривбас».
У вищому дивізіоні дебютував 12 листопада 2000 року, в матчі 30-го туру проти «Факела», вийшовши на заміну на 74-ій хвилині замість Самата Смакова. Всього за «Ростсельмаш» зіграв 29 матчів і відзначився 1 голом.
У 2003 році перейшов у «Терек», проте за клуб не провів жодного матчу і в червні пішов в «Урал». У 2004 році зайняв перше місце в другому дивізіоні в зоні «Урал-Поволжье». У 2005 грав в ростовському СКА, після чого влітку повернувся в «Зорю». До 2006 року він зіграв 47 матчів і після закінчення першого кола сезону 2006/07 років пішов в «Іллічівець». У другому колі Малигін зіграв 9 матчів і забив один м'яч.
З 2007 року - в азербайджанському «Сімурзі». У 2010 році грав у «Закарпатті».
У 2011 році перейшов у «Торпедо», в складі якого певний період часу був капітаном. В липні 2012 року в зв'язку з обвинуваченням у договірних матчах, які були висунуті Олександру московським клубом, покинув розташування команди. Влітку 2012 року перейшов у «Ротор».

### Кар'єра в збірній
В 1995 році в складі збірної Україна (U-19) зіграв 3 поєдинки.
8 серпня 2015 роки зіграв за «збірну ЛНР» в товариському матчі проти «збірної ДНР» (4:1).
Влітку 2015 року віце-президент ФФУ і голова комітету з етики та чесної гри Ігор Кочетов заявив, що гравці «збірної ЛНР» не будуть виступати в чемпіонаті України.
|                | Наша позиція наступна: Жоден з гравців, які грали за «збірну ЛНР», не будуть брати участь у матчах чемпіонату України. Це наша жорстка позиція. Ми поставили на контроль усіх гравців, які грали за «збірну ЛНР». Ми перевіряємо всі заявки |
| — Ігор Кочетов | |

В даний час працює тренером у «футбольній академії Луганська».

## Досягнення
- Перша ліга чемпіонату України
  -  Чемпіон (1): 2006